# Methanogenium frigidum
Methanogenium frigidum es una arquea metanógena que fue aislado de Lago Ace, Antártida. Esta especie es psicrófilo y un poco halófila.

## Descripción y metabolismo
Las células  poseen forma de cocos irregulares y no son móviles. Tienen diámetros de 1.2 to 2.5 μm. Necesitan sal para crecer. Prefieren temperaturas bajas: su temperatura óptima es 15 °C, y no puede crecer a 18–20 °C. Reducen dióxido de carbono con hidrógeno para producir metano, pero es posible que puedan utilizar otros sustratos también. Un experimento mostró que las células crecieron mejor en presencia de extracto de levadura.

## Genoma
La genoma de esta especie es diferente de las de arqueas que prefieren temperaturas más altas. Codifica más aminoácidos polares, particularmente Gln y Thr, y menos aminoácidos no polares, particularmente Leu. A diferencia de hipertermófilos, contenido GC no es el factor más importante que afecta la estabilidad de ARNt en psicrófilos.

## Otras lecturas
- Saunders, N. F.W. (2003). «Mechanisms of Thermal Adaptation Revealed From the Genomes of the Antarctic Archaea Methanogenium frigidum and Methanococcoides burtonii». Genome Research 13 (7): 1580-1588. ISSN 1088-9051. doi:10.1101/gr.1180903.
- Falkow, Stanley; Dworkin, Martin (2006). The prokaryotes: a handbook on the biology of bacteria. Berlin: Springer. ISBN 0-387-25493-5.
- Garrett, Roger A., and Hans-Peter Klenk, eds. Archaea: evolution, physiology, and molecular biology. Wiley. com, 2008.